# Cavitando

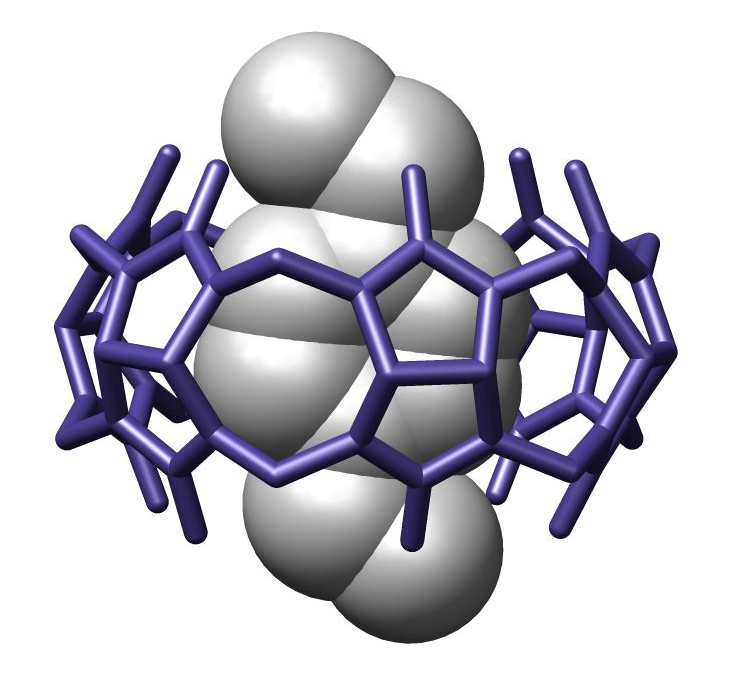
Un cavitando cucurbiturile legato con un ospite p-xililenediammonio riportato da Freeman in Acta. Crystallogr. B, 1984, 382-387.

Il termine cavitando si riferisce ad una molecola a forma di contenitore.  Le interazioni del cavitando sono studiate nella chimica ospite/ospitante con molecole ospite di forma e dimensione complementari alla sua cavità accogliente. La definizione originale è stata proposta da Cram ed include diverse classi di molecole: ciclodestrine, calixareni, cucurbiturili e altre.
Nel linguaggio moderno il termine cavitando è invece riferito a macromolecole di resorcinarene i cui ossidrili sono legati tra loro da gruppi funzionali a ponte. Il più semplice gruppo pontante risulta essere il metilene (-CH2-), altri gruppi noti usati come pontanti possono essere i fosfonati o le 2,3 chinossaline.

## Applicazioni dei cavitandi
Le principali applicazioni dei cavitandi sono nel riconoscimento molecolare usato per lo sviluppo di sensori in grado di determinare la presenza di piccole molecole in fase sia gassosa che liquida.
Alcune applicazioni riguardano la determinazione di marker tumorali come la Sarcosina dalle urine o la determinazione del TNT in fase gassosa.